# Algis Krupavičius
Algis Krupavičius (* 13. September 1961 in Ožkasviliai, Rajon Kapsukas) ist ein litauischer Politologe, Professor und Politiker.

## Leben
Nach dem Abitur 1979 an der Salomėja-Nėris-Mittelschule Vilkaviškis absolvierte Algis Krupavičius von 1979 bis 1984 das Diplomstudium der Geschichte an der Vilniaus universitetas in der litauischen Hauptstadt Vilnius. Von 1986 bis 1989 promovierte er und absolvierte die Aspirantur am Institut für internationale Beziehungen der Akademie der Wissenschaften der UdSSR in Moskau.
Seit 1989 lehrt Algis Krupavičius an der Kauno technologijos universitetas (KTU) und ab 1992 an der  Vytauto Didžiojo universitetas in der litauischen zweitgrößten Stadt Kaunas. Von 1999 bis 2015 leitete er ein KTU-Politikinstitut und ist Professor. Ab 2015 war er ehrenamtlicher Berater des Kaunasser Bürgermeisters Visvaldas Matijošaitis und ab 2016 des Seimas-Präsidenten Viktoras Pranckietis.
Von 1991 bis 1995 leitete Algis Krupavičius das nationale Verein der Politikwissenschaftler (Lietuvos politologų asociacija).
Er nahm bei Parlamentswahl in Litauen 2020 als Listenführer der Partei Lietuva – visų teil.
Algis Krupavičius hat drei Kinder, eine Tochter und zwei Söhne.